# Giải bóng đá Vô địch U-17 Quốc gia Việt Nam
Giải bóng đá Vô địch U-17 Quốc gia (trước đây được gọi là Giải bóng đá U-17 Quốc gia) là giải đấu bóng đá quốc gia thường niên dành cho lứa tuổi dưới 17 do Liên đoàn bóng đá Việt Nam tổ chức.
Tiền thân của giải đấu này là Giải bóng đá U-18 Quốc gia, được VFF sáng lập từ năm 1998 thay thế cho Giải bóng đá U-19 Quốc gia, và phối hợp tổ chức cùng báo Bóng đá trong hai mùa giải 2004 và 2005. Năm 2006, với việc tái lập trở lại giải U-19 Quốc gia, giải U-18 Quốc gia cũng chính thức được chuyển đổi thành giải U-17 Quốc gia để phù hợp với hệ thống thi đấu quốc tế. Năm 2021, giải đấu đã không được tổ chức do những tác động tiêu cực của đại dịch COVID-19 tại Việt Nam, và được tổ chức trở lại vào năm 2022.

## Các đội đoạt huy chương
| Năm                                    | Nơi đăng cai          | Chung kết            | Chung kết   | Chung kết                | Hạng ba                                    |
| Năm                                    | Nơi đăng cai          | Vô địch              | Tỷ số       | Á quân                   | Hạng ba                                    |
| -------------------------------------- | --------------------- | -------------------- | ----------- | ------------------------ | ------------------------------------------ |
| Giải bóng đá U-18 Quốc gia (1998–2005) |                       |                      |             |                          |                                            |
| 2004                                   | Hải Phòng             | Sông Lam Nghệ An     | 0–0 (6–5 p) | Thành Long               | Đồng Tháp và Đà Nẵng                       |
| 2005                                   | Thành phố Hồ Chí Minh | Sông Lam Nghệ An (2) | 2–2 (4–3 p) | Thành phố Hồ Chí Minh    | Thể Công và Đồng Nai                       |
| Giải bóng đá U-17 Quốc gia (2006–nay)  |                       |                      |             |                          |                                            |
| 2006                                   | An Giang              | Sông Lam Nghệ An (3) | 2–1         | Đà Nẵng                  | Thành Long và Gạch men Mikado Nam Định     |
| 2007                                   | Thành phố Hồ Chí Minh | Sông Lam Nghệ An (4) | 0–0 (8–7 p) | Đà Nẵng                  | VST và Quảng Ninh                          |
| 2008                                   | Đà Nẵng               | Sông Lam Nghệ An (5) | 5–2         | SHB Đà Nẵng              | Bình Dương và Bình Định                    |
| 2009                                   | Nam Định              | Sông Lam Nghệ An (6) | 1–0         | Đồng Tháp                | Thừa Thiên Huế và Nam Định                 |
| 2010                                   | Đà Nẵng               | SHB Đà Nẵng          | 1–0         | Sông Lam Nghệ An         | Đồng Tâm Long An và Nam Định               |
| 2011                                   | Khánh Hòa             | SHB Đà Nẵng (2)      | 2–1         | Hoàng Anh Gia Lai        | Khatoco Khánh Hòa và Viettel               |
| 2012                                   | Thừa Thiên Huế        | Sông Lam Nghệ An (7) | 7–2         | Đồng Tâm Long An         | Hoàng Anh Gia Lai và Huế                   |
| 2013                                   | Thành phố Hồ Chí Minh | SHB Đà Nẵng (3)      | 3–3 (6–5 p) | PVF                      | Hà Nội T&T và Đồng Tâm Long An             |
| 2014                                   | Thừa Thiên Huế        | PVF                  | 2–0         | Hà Nội T&T               | Becamex Bình Dương và Viettel              |
| 2015                                   | Thành phố Hồ Chí Minh | PVF (2)              | 0–0 (4–3 p) | Viettel                  | Quảng Ngãi và Sông Lam Nghệ An             |
| 2016                                   | Tây Ninh              | Đồng Tháp            | 2–1         | PVF                      | Viettel và Hà Nội T&T                      |
| 2017                                   | Thành phố Hồ Chí Minh | PVF (3)              | 2–1         | Viettel                  | Thành phố Hồ Chí Minh và Hoàng Anh Gia Lai |
| 2018                                   | Hưng Yên              | Viettel              | 3–1         | Sông Lam Nghệ An         | SHB Đà Nẵng và PVF                         |
| 2019                                   | Tây Ninh              | Thanh Hóa            | 0–0 (5–4 p) | PVF                      | Viettel và Hoàng Anh Gia Lai               |
| 2020                                   | Hưng Yên              | Sông Lam Nghệ An (8) | 3–2         | Học viện Nutifood        | PVF và Hoàng Anh Gia Lai                   |
| 2022                                   | Thành phố Hồ Chí Minh | PVF (4)              | 2–0         | Sài Gòn                  | Hà Nội và Sông Lam Nghệ An                 |
| 2023                                   | Hưng Yên              | Viettel (2)          | 3–2         | Hồng Lĩnh Hà Tĩnh        | Sông Lam Nghệ An và PVF                    |
| 2024                                   | Bà Rịa – Vũng Tàu     | Hà Nội               | 2–0         | LPBank Hoàng Anh Gia Lai | PVF và Hồng Lĩnh Hà Tĩnh                   |

## Bảng tổng sắp huy chương
| Hạng | Đội bóng              | Vô địch | Á quân | Hạng ba |
| ---- | --------------------- | ------- | ------ | ------- |
| 1    | Sông Lam Nghệ An      | 8       | 2      | 3       |
| 2    | PVF                   | 4       | 3      | 4       |
| 3    | Đà Nẵng               | 3       | 3      | 2       |
| 4    | Thể Công              | 2       | 2      | 5       |
| 5    | Hà Nội (2006)         | 1       | 1      | 3       |
| 6    | Đồng Tháp             | 1       | 1      | 1       |
| 7    | Thanh Hóa             | 1       | 0      | 0       |
| 8    | Hoàng Anh Gia Lai     | 0       | 2      | 4       |
| 9    | Long An               | 0       | 1      | 2       |
| 10   | Hồng Lĩnh Hà Tĩnh     | 0       | 1      | 1       |
| 10   | Thành Long            | 0       | 1      | 1       |
| 10   | Thành phố Hồ Chí Minh | 0       | 1      | 1       |
| 13   | Học viện Nutifood     | 0       | 1      | 0       |
| 13   | Sài Gòn               | 0       | 1      | 0       |
| 15   | Nam Định              | 0       | 0      | 3       |
| 16   | Bình Dương            | 0       | 0      | 2       |
| 16   | Huế                   | 0       | 0      | 2       |
| 18   | Bình Định             | 0       | 0      | 1       |
| 18   | Đồng Nai              | 0       | 0      | 1       |
| 18   | Khánh Hòa             | 0       | 0      | 1       |
| 18   | Quảng Ngãi            | 0       | 0      | 1       |
| 18   | Quảng Ninh            | 0       | 0      | 1       |
| 18   | VST                   | 0       | 0      | 1       |

## Vua phá lưới
| Năm  | Vua phá lưới           | Câu lạc bộ         | Số bàn thắng |
| ---- | ---------------------- | ------------------ | ------------ |
| 2004 | Nguyễn Văn Khải        | Đồng Tháp          | 4            |
| 2004 | Nguyễn Văn Mộc         | Đồng Tháp          | 4            |
| 2005 | Nguyễn Quang Tình      | Sông Lam Nghệ An   | 5            |
| 2005 | Phạm Hữu Phát          | Đồng Nai           | 5            |
| 2006 | Hoàng Danh Ngọc        | Nam Định           | 5            |
| 2006 | Lê Đức Tài             | Thành Long         | 5            |
| 2006 | Nguyễn Hồng Việt       | Sông Lam Nghệ An   | 5            |
| 2007 | Trần Văn Thành         | Sông Lam Nghệ An   | 4            |
| 2008 | Nguyễn Đình Bảo        | Sông Lam Nghệ An   | 8            |
| 2009 | Nguyễn Minh Trung      | Đồng Tháp          | 7            |
| 2010 | Đỗ Văn Ba              | SHB Đà Nẵng        | 4            |
| 2010 | Võ Ngọc Toàn           | Sông Lam Nghệ An   | 4            |
| 2010 | Hoàng Văn Nhuần        | Nam Định           | 4            |
| 2011 | Hồ Tuấn Tài            | Sông Lam Nghệ An   | 4            |
| 2011 | Nguyễn Viết Thắng      | SHB Đà Nẵng        | 4            |
| 2012 | Hồ Tuấn Tài            | Sông Lam Nghệ An   | 5            |
| 2013 | Dương Anh Tú           | Long An            | 5            |
| 2014 | Trần Duy Khánh         | Bình Dương         | 5            |
| 2015 | Phạm Trọng Hóa         | PVF                | 5            |
| 2015 | Đỗ Thanh Thịnh         | PVF                | 5            |
| 2016 | Trương Tiến Anh        | Viettel            | 7            |
| 2016 | Ngô Huỳnh Tấn Tài      | PVF                | 7            |
| 2017 | Nhâm Mạnh Dũng         | Viettel            | 8            |
| 2018 | Võ Nguyên Hoàng        | PVF                | 5            |
| 2018 | Đặng Ngọc Đức          | Viettel            | 5            |
| 2019 | Nguyễn Văn Tùng        | Thanh Hóa          | 6            |
| 2020 | Dương Trung Quang Hiếu | Học viện Nutifood  | 5            |
| 2022 | Thái Bá Đạt            | PVF                | 5            |
| 2023 | Nguyễn Trọng Tuấn      | Sông Lam Nghệ An   | 4            |
| 2023 | Nguyễn Công Phương     | Viettel            | 4            |
| 2024 | Nguyễn Việt Long       | Hà Nội             | 4            |
| 2024 | Đặng Công Anh Kiệt     | Hà Nội             | 4            |
| 2024 | Trần Hồng Kiên         | Thể Công – Viettel | 4            |